# British Independent Film Awards 2001
La cerimonia di premiazione della 4ª edizione dei British Independent Film Awards si è svolta il 24 ottobre 2001 al Park Lane Hotel di Piccadilly, Londra ed è stata presentata da Dermot O'Leary.

## Vincitori e candidati
I vincitori sono indicati in grassetto.

### Miglior film indipendente britannico
- Sexy Beast - L'ultimo colpo della bestia (Sexy Beast), regia di Jonathan Glazer
- Bread and Roses, regia di Ken Loach
- Jump Tomorrow, regia di Joel Hopkins
- South West 9, regia di Richard Parry
- The Warrior, regia di Asif Kapadia

### Miglior regista
- Jonathan Glazer - Sexy Beast - L'ultimo colpo della bestia (Sexy Beast)
- Michael Apted - Enigma
- Ken Loach - Bread and Roses
- Michael Winterbottom - Le bianche tracce della vita (The Claim)

### Premio Douglas Hickox al miglior regista esordiente
- Asif Kapadia - The Warrior
- Joel Hopkins - Jump Tomorrow
- Richard Parry - South West 9

### Miglior sceneggiatura
- David Scinto e Louis Mellis - Sexy Beast - L'ultimo colpo della bestia (Sexy Beast)
- Frank Cottrell Boyce - Le bianche tracce della vita (The Claim)
- Joel Hopkins - Jump Tomorrow
- Paul Laverty - Bread and Roses

### Miglior attrice
- Kate Ashfield - Late Night Shopping
- Susan Lynch - Beautiful Creatures
- Samantha Morton - Pandaemonium
- Kate Winslet - Enigma

### Miglior attore
- Ben Kingsley - Sexy Beast - L'ultimo colpo della bestia (Sexy Beast)
- Ian Hart - Liam
- Timothy Spall - Lucky Break
- Ray Winstone - Sexy Beast - L'ultimo colpo della bestia (Sexy Beast)

### Miglior esordiente
- Ben Whishaw - My Brother Tom
- Ingrid de Souza - Princesa
- Mark Letheren - South West 9
- Natalia Verbeke - Jump Tomorrow

### Miglior produzione
- Gas Attack, regia di Kenneth Glenaan
- Kin, regia di Elaine Proctor
- Late Night Shopping, regia di Saul Metzstein
- South West 9, regia di Richard Parry

### Miglior musica
- Dave Pearce - South West 9
- Luke Hains - Christie Malry's Own Double Entry
- John Kimbrough - Jump Tomorrow
- Dario Marianelli - The Warrior

### Miglior contributo tecnico
- Roman Osin - The Warrior
- John Beard - Enigma
- Jonathan Rudd - Alone
- Jany Temime - High Heels and Low Lifes

### Miglior film indipendente straniero in lingua inglese
- Memento, regia di Christopher Nolan
- Chopper, regia di Andrew Dominik
- Dark Days, regia di Marc Singer
- Hedwig - La diva con qualcosa in più (Hedwig and the Angry Inch), regia di John Cameron Mitchell

### Miglior film indipendente straniero in lingua straniera
- In the Mood for Love (Fa yeung nin wa), regia di Wong Kar-wai
- Amores perros, regia di Alejandro González Iñárritu
- Canzoni del secondo piano (Sånger från andra våningen), regia di Roy Andersson
- Il gusto degli altri (Le goût des autres), regia di Agnès Jaoui

### Premio Variety
- Richard Curtis

### Produttore dell'anno
- Jeremy Thomas

### Premio speciale della giuria
- Bob Weinstein e Harvey Weinstein